# Erik Olof Wiklund (författare)

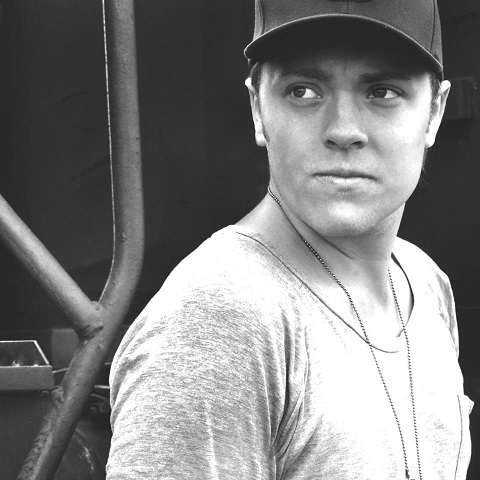
Erik Olof Wiklund

Erik Olof Wiklund, född 11 juni 1989 i Alfta i Hälsingland, är en svensk konstnär och författare.
I sina verk arbetar Wiklund med konst och litteratur som ofta utgår från hembygden och historians möte med samtiden.
Inom konsten debuterade Wiklund med sin första separatutställning i Studion på Länsmuseet Gävleborg 2011. Han belönades kort därefter med bl.a. Lions Internationals Kulturstipendium vid Lions riksmöte i Sverige vid Läkerol Arena i Gävle 2012.
Wiklund blev kort efter debut även representerad i bl.a. Länsmuseet Gävleborg och Dalarnas Museums konstsamlingar. 
I litteraturen debuterade Wiklund med den historiska romanen Breven till Kristina - En förbjuden kärlek som inför utgivning belönades med Hälsinge Akademins förstapris 2008.
2010 gav Wiklund ut sin andra roman Häxor och kärlek - oskyldigt dömd och förutom sitt författarskap i de historiska romanerna har Wiklund synts till som exempel krönikör åt bl.a. Bonnierkoncernen.

## Axplock av utställningar/ utmärkelser / utgivna titlar
- Tilldelad Hälsinge Akademis kulturstipendium 2017.
- Tilldelad Bollnäs kommuns kulturstipendium 2017.
- Separatutställning: Terminator, Kvarnen i Söderhamn 2017.
- Separatutställning: Rotblöta i Träslottet, Arbrå samt vid Colliniparken i Bollnäs 2016.
- Offentlig utsmyckning "Ol-Anders" vid entrén av Svenska fönster Arena, Edsbyn 2015.
- Offentlig utsmyckning av Ida Kristinas rum, Bollnäs Kulturhus 2015.
- Offentlig utsmyckning, Colliniparken, Bollnäs kommun 2015.
- Tilldelad Ejva Damms stipendium av Gävle kommun 2015.
- Fast utsmyckning, Stenegård i Järvsö, Ljusdals kommun 2015.
- Separatutställning: Luftslott, Smôgan/Kulturhuset, Bollnäs 2015.
- Alfta Centrumförenings hederspris 2015.
- Tilldelad Stina och Johan Ohlssons minnesfond 2015.
- Separatutställning: Harskla strupen gôsse, Bollnäs konsthall 2014.
- Offentlig skulptur: Gerda - Välkommen ombord. Gallerian Nian, Gävle stad 2014.
- Yngre stipendiat, Gävleborgs Länskonstförening 2014.
- Konstverk: Jon-Lars, representerad på Länsmuseet Gävleborg 2013.
- Utställning: Arvsvärld, Länsmuseet Gävleborg 2013.
- Representerad vid fast utställning på Dalarnas Museum 2012.
- Separatutställning, Vox Cultura, Ovanåkers Kommun, 2012.
- Tilldelad Lions Internationals kulturstipendium 2012.
- Separatutställning i Studion på Länsmuseet Gävleborg 2011.
- Tilldelad Alfta Lions kulturstipendium 2011.
- Häxor och Kärlek, 2010 - ISBN 978-91-633-7464-7
- Breven till Kristina, 2008 - ISBN 978-91-633-3032-2
- Tilldelad Hälsinge Akademis förstapris för gymnasister 2008.